# Citoyens et citoyennes d'honneur de la Ville de Montréal
Cet article est une liste des personnalités que la mairie de Montréal a élevées au titre de « citoyens d'honneur de la Ville de Montréal ».
Il s'agit d'une distinction de la mairie de la Ville de Montréal accordée à des personnalités qui ont marqué par leurs actions, leur art et leur engagement, le mieux-être des montréalais.

## Liste des citoyens et des citoyennes d'honneur de la Ville de Montréal
| Personnalité                       | Description | Date de remise    | Photo                      |
| ---------------------------------- | --- | ----------------- | -------------------------- |
| Lucien Bouchard                    | Avocat et homme politique québécois. | 24 juin 2021      |                            |
| Antonine Maillet                   | Romancière et dramaturge acadienne (Canada)                                                                                                 | 8 janvier 2020    |                            |
| Raïf Badawi                        | Écrivain et blogueur saoudien | 28 mai 2018       | Raïf Badawi                |
| Philippe de Gaspé Beaubien         | Homme d'affaires canadien, pionnier du monde des médias au Québec, directeur des opérations d'Expo 67                                       | 18 septembre 2017 |                            |
| Yves Jasmin,                       | Cinéaste, journaliste et relationniste québécois, directeur de l'information, de la publicité et des relations publiques d'Expo 67 (Canada) | 18 septembre 2017 |                            |
| Christine Zachary-Deom             | Cheffe au Conseil de la communauté Mohawk de la bande de Kahnawà:ke                                                                         | 13 septembre 2017 |                            |
| Ghislain Picard                    | Chef de l’Assemblée des Premières Nations Québec-Labrador                                                                                   | 13 septembre 2017 |                            |
| L'honorable Jean Lapointe          | Auteur-compositeur-interprète et acteur québécois                                                                                           | 31 août 2017      |                            |
| Park Won Soon                      | Maire de la Ville de Séoul (Corée du Sud)                                                                                                   | 8 septembre 2016  |                            |
| Kahalifa Ababacar Sall             | Maire de la Ville de Dakar (Sénégal) | 20 juin 2016      |                            |
| Son Excellence Ban Ki-moon         | Secrétaire général de l’Organisation des Nations unies (Corée du Sud)                                                                       | 12 février 2016   | Son Excellence Ban Ki-moon |
| Kazumi Matsui                      | Maire de la Ville de Hiroshima (Japon) | 10 juin 2015      |                            |
| Janine Sutto                       | Actrice québécoise (Canada) | 16 avril 2015     |                            |
| Mordecai Richler (titre posthume), | Écrivain, romancier et scénariste montréalais (Canada)                                                                                      | 12 mars 2015      |                            |
| Gilles Latulippe (titre posthume)  | Humoriste, comédien, scénariste (Canada) | 3 octobre 2014    |                            |
| Paul Buissonneau                   | Chanteur, acteur et metteur en scène (Canada)                                                                                               | 5 septembre 2014  | Paul Buissonneau           |
| Robert Bourassa (titre posthume)   | Premier ministre du Québec (1970-1976) et homme politique (Canada)                                                                          | 27 août 2014      | Robert Bourassa            |
| Oliver Jones                       | Musicien de Jazz et professeur québécois (Canada)                                                                                           | 20 mai 2014       | Oliver Jones               |
| Dany Laferrière                    | Écrivain et scénariste et membre de l’Académie Française (Canada)                                                                           | 23 avril 2014     | Dany Laferrière            |
| Jacques Languirand                 | Dramaturge, écrivain, comédien, journaliste, producteur et metteur en scène (Canada)                                                        | 24 février 2014   |                            |
| Dr Thomas Boni Yayi                | Président de la République du Bénin (2006-2016)                                                                                             | 13 janvier 2013   |                            |
| Raoul Wallenberg (titre posthume)  | Diplomate suédois - Centre Commémoratif de l'Holocauste de Montréal                                                                         | 25 octobre 2012   | Raoul Wallenberg           |
| Enrico Macias                      | Chanteur, musicien et compositeur français                                                                                                  | 25 novembre 2011  | Enrico Macias              |
| Kent Nagano                        | Chef d'orchestre de l'Orchestre symphonique de Montréal (Canada)                                                                            | 18 janvier 2007   | Kent Nagano                |
| Bernard C. Ecclestone              | Homme d'affaires et directeur général de la Formule 1 (Angleterre)                                                                          | 10 juin 2004      | Bernie Ecclestone          |
| Normand Legault                    | Homme d'affaires et promoteur sportif québécois (Canada)                                                                                    | 10 juin 2004      |                            |
| Salvatore Adamo                    | Auteur-compositeur-interprète (Belgique) | 24 juillet 2002   |                            |
| Charles Aznavour                   | Auteur-compositeur-interprète (France) | 3 mai 2002        |                            |